# TR–85
A TR–85 a Román Fegyveres Erők általános harckocsija. Elődje a TR–77–580-as harckocsi volt, amelyet a szovjet T–55 típus alapján fejlesztettek ki Romániában, de a Leopard 1 harckocsi motorját szándékoztak beépíteni, ezért teljesen átalakított felfüggesztést, 6 futógörgős, meghosszabbított alvázat és jelentősen áttervezett, meghosszabbított járműtestett kapott. A meghosszabbított toronyhátsórésze is arra utalt, hogy a tervezők nyugati példákat igyekeztek másolni, mint a brit Centurion és az amerikai Patton sorozat. Mivel a Krauss-Maffei nem volt hajlandó eladni a harckocsimotor licencét a Varsói Szerződés egyik tagjának, ideiglenes megoldásként a T–55-ös 580 lóerős V–55 típusjelű motorját építették bele. 2017-ben 227 TR–77–580-as állt szolgálatban. A TR–85-öst 1978 és 1985 között fejlesztették ki, és 1986-tól 1990-ig gyártották (a Leopard 1-eséhez hasonló) 830 lóerős (620 kW) V8-as dízelmotorral és új tűzvezető rendszerrel, hőkereső és lézeres célmeghatározó rendszerrel. A harckocsit ellátták egy figyelmeztető rendszerrel, mely képes felismerni a harcjárműről visszaverődő lézersugarakat. Így, ha a harckocsit nem is fogták be közvetlen lézernyalábbal, a személyzet képes felfedezni a hatósugarában lévő LRF/LD (lézeres terület-megfigyelő) eszközöket. A TR–85-öt felszerelték ködgránátvetőkkel és hőcsapdákkal is. A harckocsi új-fejlesztésű 100 mm-es APFSDS (leválóköpenyes, szárnystabilizált, űrméret alatti, páncéltörő nyíllövedék) lövedéke lehetővé teszi 450 mm homogén acélpáncélzat leküzdését 1000 méteres távolságon.
A harckocsik NATO-szabványok szerinti korszerűsítésére 1994 márciusában modernizációs programot indítottak. Az eredmény a TR–85 M1 Bizonul („Bölény”) harmadik generációs általános harckocsi lett, amely a legmodernebb harckocsi a román szárazföldi erőknél, a megrendelt M1 Abrams harckocsik beérkezéséig.

## Alkalmazó
- Románia - a Román Szárazföldi Erők 315 db TR–85 M1 tartanak raktáron,

## Kapcsolódó oldalak

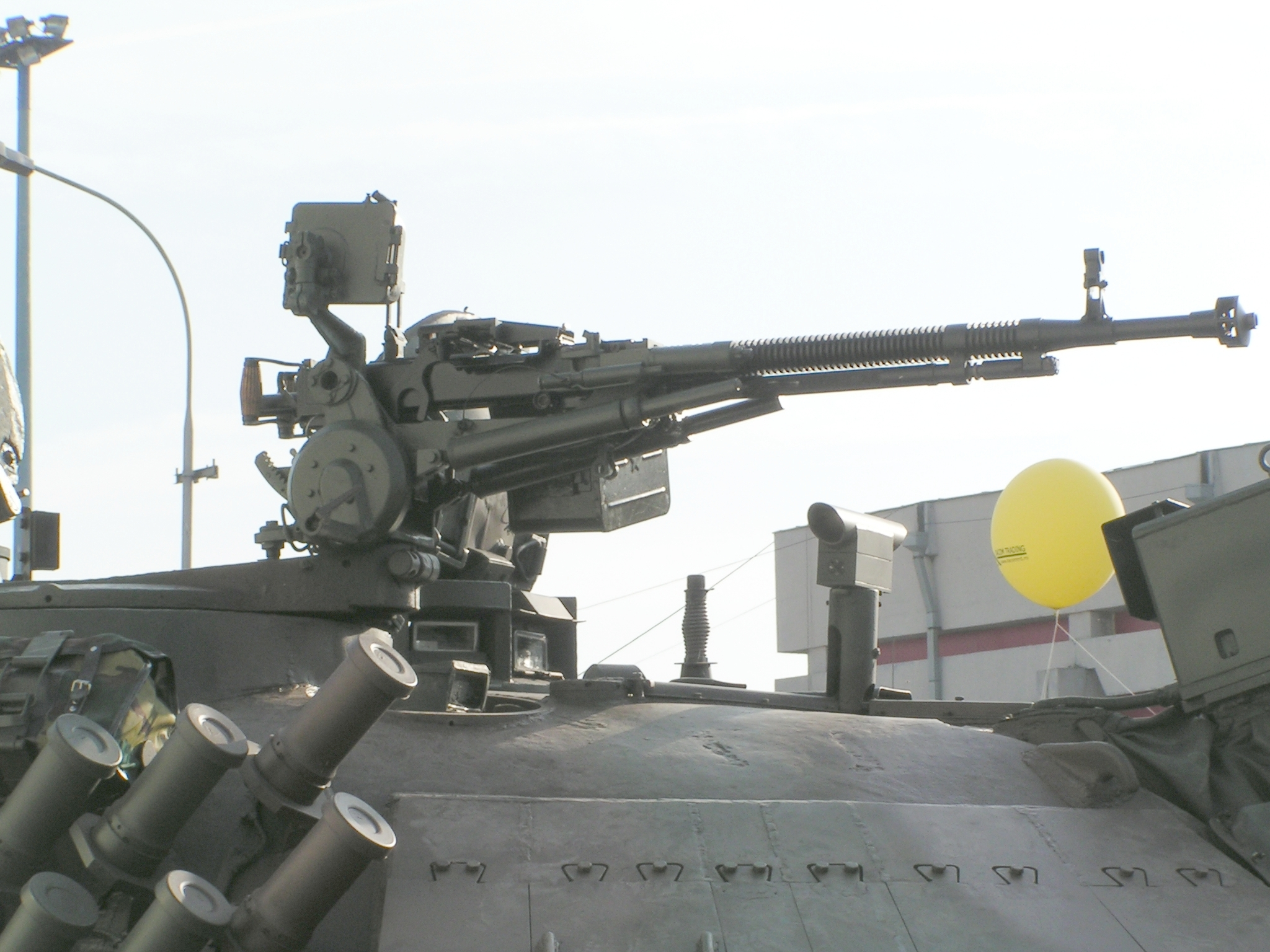
12,7 mm-es DSKMT légvédelmi géppuska

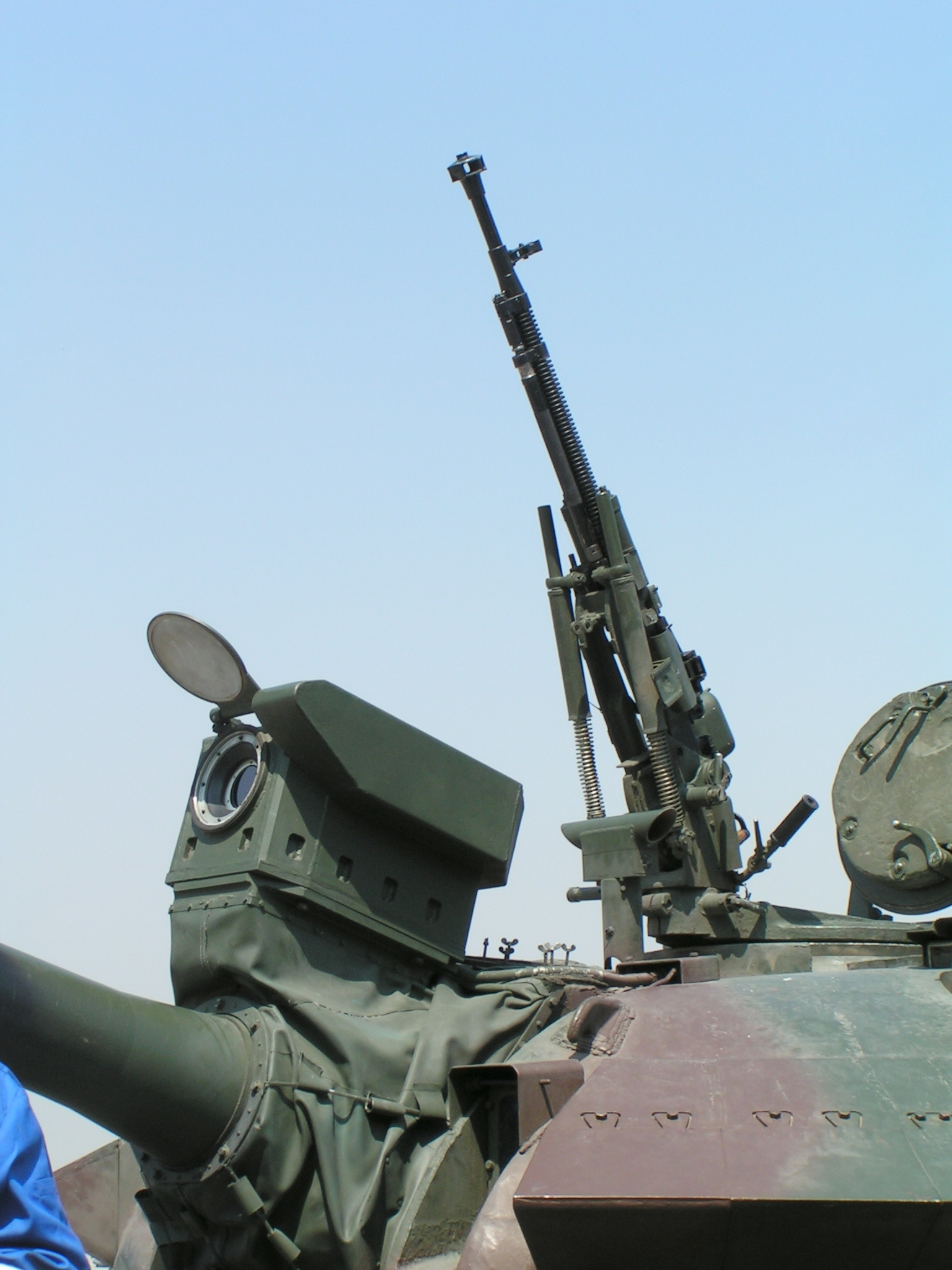
A TR–85 lézeres célmeghatározója

- A Román Hadsereg hivatalos honlapja (románul/angolul
- Románia kül-, biztonság- és szomszédságpolitikája